# Sid Farrar
Sidney Douglas Farrar (* 10. August 1859 in Paris Hill, Maine; † 7. Mai 1935 in New York City, New York) war ein US-amerikanischer Baseballspieler.
Er spielte in der Major League Baseball für die Philadelphia Quakers und die Philadelphia Athletics.
Er war der Vater der Sängerin Geraldine Farrar.